# Nette (Innerste)
Die Nette ist ein etwa 43 km langer, linker beziehungsweise südlicher Nebenfluss der Innerste in Niedersachsen (Deutschland).

## Nettesprung
Sie entspringt am westlichen Harzrand im  sogenannten Nettesprung. Die Karstquelle befindet sich am Ortsrand von Herrhausen am Harz (Ortsteil von Seesen) unterhalb des Netteberges. Es handelt sich um einen kleinen Quelltopf, der eine typisch bläuliche Färbung aufweist.

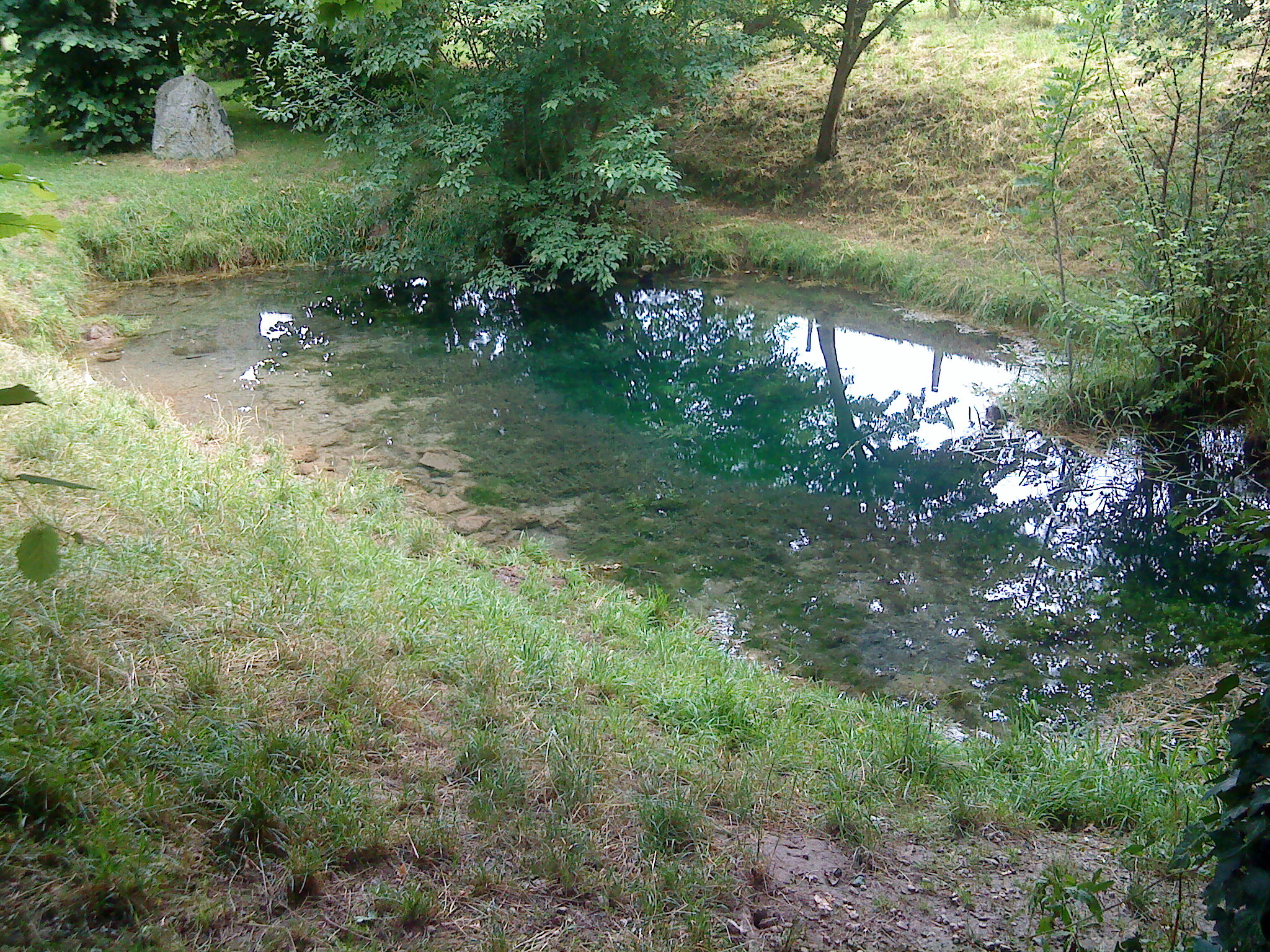
Der Nettesprung in Herrhausen am Harz
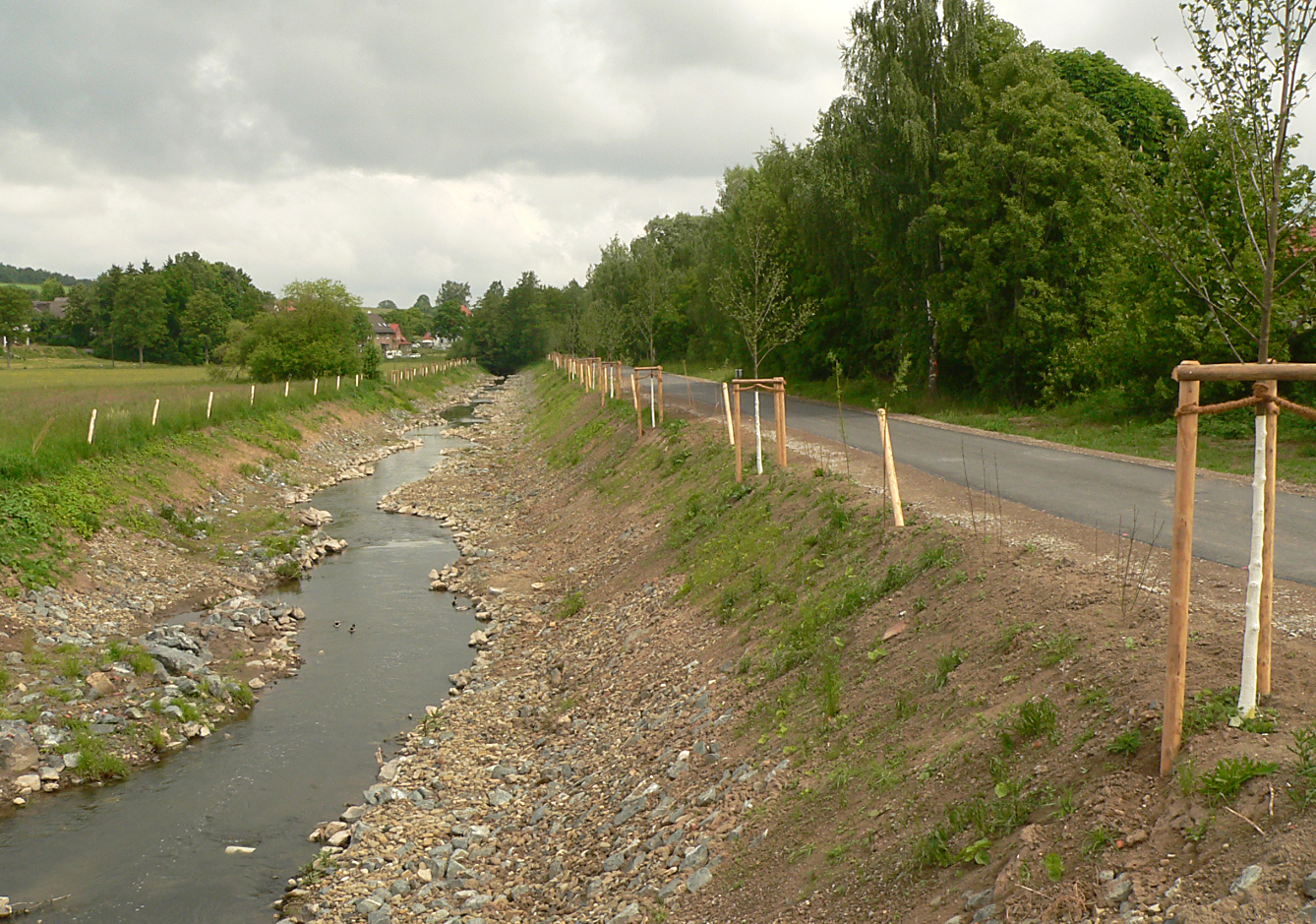
Renaturierter Abschnitt in Rhüden

## Verlauf
Direkt nach ihrer Quelle unterquert die Nette durch einen Durchlass die Bahnstrecke Herzberg–Seesen. Sie fließt nordwärts durch das nordwestliche Harzvorland und den Ambergau im Innerstebergland.
Die Nette passiert diese Höhenzüge: Heber und Harplage im Westen und Hainberg im Osten. Dabei durchfließt sie die Orte Herrhausen am Harz (Quelle), Bilderlahe, Rhüden (Ortsteile von Seesen), Bornum, Königsdahlum (Ortsteil von Bockenem), Bockenem und Holle. Schließlich mündet der Fluss nordnordwestlich des Hainbergs in der Nähe von Derneburg, einem Ortsteil von Holle, in die Innerste.
Die Nette hat vor allem nach der Schneeschmelze im Harz früher oft Hochwasser geführt, das zu einigen Schäden in den durchflossenen Ortschaften führte. Durch Anlage von kleineren Überflutungspoldern bzw. Hochwasserrückhaltebecken in der Auenlandschaft zwischen Seesen-Bilderlahe und Seesen-Rhüden ist diese Gefahr deutlich abgemindert.

## Name
1149 wurde der Fluss als „iuxta Netham“ erstmals urkundlich erwähnt. Die germanische Ausgangsform des Namens *Nitō könnte mit dem indogermanischen Verb *neid- für 'strömen, fließen' verwandt sein. Er hätte damit den gleichen Namensursprung wie die Flüsse Nidda und Nethe.